# مجرای صفراوی مشترک
مجرای صفراوی مشترک (به انگلیسی: (Common bile duct (CBD) در دستگاه گوارش موجوداتی که دارای کیسه صفرا هستند وجود دارد. با پیوند مجرای کبدی مشترک و مجرای کیستیک کیسه صفرا تشکیل می‌شود. سپس توسط مجرای پانکراس به هم متصل می‌شود و آمپول واتر را تشکیل می‌دهند. در این بخش دو مجرا توسط ماهیچه اودی احاطه شده‌اند.
هنگام بسته شدن اسفنکتر اودی، صفرا تازه ساخته شده از کبد باید در کیسه صفرا ذخیره شود. هنگام باز شدن اسفنکتر اودی صفرای ذخیره و غلیظ شده به دوازدهه وارد می‌شود. انتقال صفرا عملکرد اصلی مجرای صفراوی مشترک است. هورمون کوله سیستوکینین، هنگامی که توسط یک وعده غذایی چرب تحریک شود، باعث افزایش ترشح صفرا از طریق صفرای کبدی، انقباض کیسه صفرا و شل شدن اسفنکتر اودی می‌شود.

## اهمیت بالینی
مشکلات متعددی می‌تواند در مجرای صفراوی مشترک بوجود آید. قطر بیش از ۸ میلی‌متر به عنوان اتساع غیرطبیعی در نظر گرفته می‌شود و نشانه کلستاز است.
| طبیعی            | ≤ 8 mm     |
| اتساع خفیف       | 8 – 12 mm  |
| اتساع متوسط      | 12 – 16 mm |
| اتساع شدید       | 16 – 20 mm |
| اتساع بسیار شدید | >20 mm     |

در سونوگرافی شکمی، مجرای صفراوی مشترک معمولاً به راحتی دراطراف ناحیه پری هیلار دیده می‌شود (ناحیه مرزی بین مجرای کبدی مشترک و مجرای صفراوی، توسط ناحیه هیلوم کبد). عدم وجود سیگنال داپلر آن را از ورید پورت و شریان کبدی متمایز می‌کند.

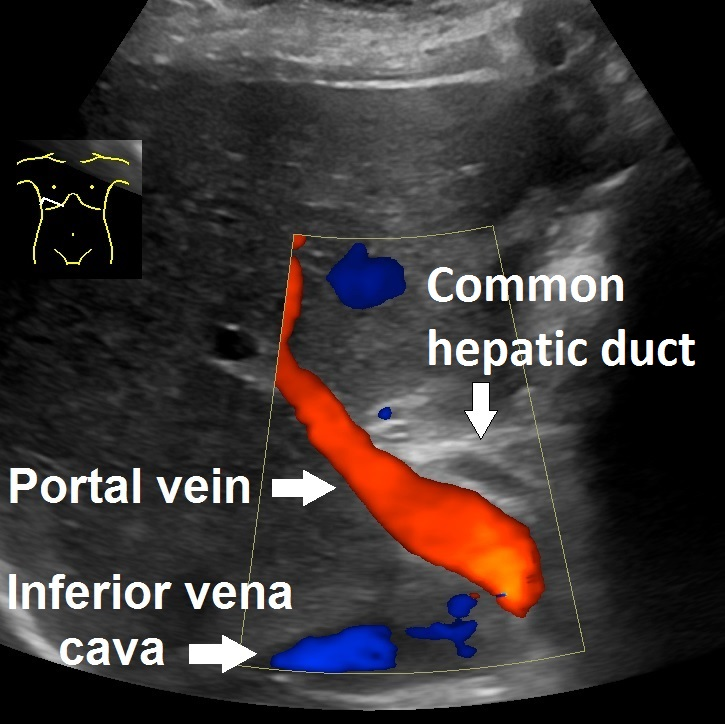
مرز حاشیه مجاری صفراوی محیط اطراف متسع به اندازه ۸ میلی متر.
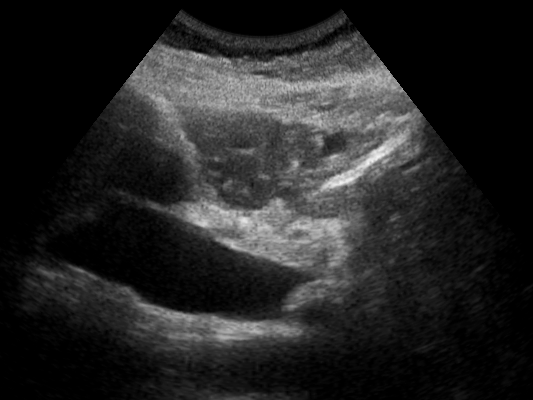
اتساع CBD به علت تومور آمپولاری.

درصورت انسداد مجرای صفراوی مشترک توسط سنگ صفرا، ممکن است بیماری کلدوکولیتیازیس ایجاد شود. در این حالت از انسداد، مجرا در برابر عفونت به ویژه التهاب مجاری صفراوی آسیب‌پذیر است. یکی از روشهای درمانی کولسیستنتروستومی (cholecystoenterostomy) است. تغییر شکل مجرای صفراوی متسع، اتساع کیستیک (۴ سانتی‌متر)، کلدوکوسل (اتساع کیستیک آمپول واتر ۳–۸ سانتی‌متر) و آترزی صفراوی بسیار نادر است.

## تاریخچه
انسداد مجرای صفراوی مشترک و زردی مربوطه حداقل از زمان اراسیستراتوس ثبت شده است.

## نگارخانه

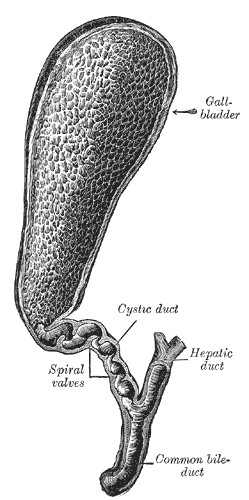
مجرای صفراوی و کیسه صفرا باز هستند.